# New London megye
New London megye az Amerikai Egyesült Államokban, azon belül Connecticut államban található. Székhelye New London, legnagyobb városa Norwich. Lakosainak száma 268 555 fő (2020. április 1.). New London megye Windham, Tolland, Hartford, Middlesex, Kent, Washington és Suffolk megyékkel határos.

## Népesség
A megye népességének változása:
| Lakosok száma | 274 105 | 274 033 | 274 534 | 274 150 | 271 863 | 268 555 |
|               | 2010    | 2011    | 2012    | 2013    | 2015    | 2020    |

## Városok

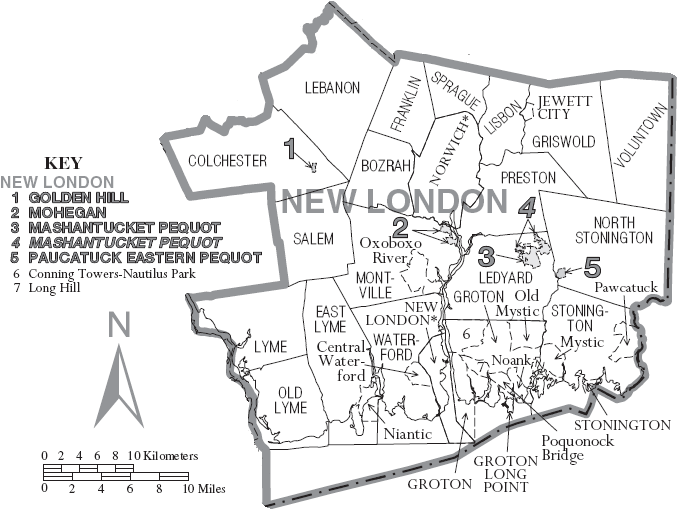
New London megye térképe

- Bozrah
- Colchester
- East Lyme
- Franklin
- Griswold
- Groton
- Groton
- Lebanon
- Ledyard
- Lisbon
- Lyme
- Montville
- New London
- North Stonington
- Norwich
- Old Lyme
- Preston
- Salem
- Sprague
- Stonington
- Voluntown
- Waterford[3]